# 昆斯伯里站
昆斯伯里站（英語：Queensbury tube station）是倫敦地鐵的一個車站，位於倫敦北部的昆斯伯里地區。昆斯伯里站是朱比利線的車站，位於倫敦第4收費區。昆斯伯里站開通於1934年12月16日，當時是大都會鐵路的車站。